# Dyckia dawsonii
Dyckia dawsonii är en gräsväxtart som beskrevs av Lyman Bradford Smith. Dyckia dawsonii ingår i släktet Dyckia och familjen Bromeliaceae. Inga underarter finns listade i Catalogue of Life.